# جلوبين
زلوبين (Жлобин, Жлобін) هي مدينة في مقاطعة هومجيل في روسيا البيضاء.
يبلغ عدد سكانها حوالي 76,220 نسمة.

## توأمة
لجلوبين اتفاقيات توأمة مع كل من:
- سكالينج
- فيكسا

## أعلام
- أوليكسي تامرازوف